# Château Grimaldi (Cagnes)
Kasteel Grimaldi (château Grimaldi) in Cagnes-sur-Mer in Frankrijk is een kasteel dat aanvankelijk door de Grieken en Romeinen werd gebruikt, maar het huidige kasteel werd gebouwd door Reinier I van Monaco, de heer van Cagnes en eerste heer van Monaco.